# Euphorbia abyssinica
Euphorbia abyssinica J.F.Gmel., 1791 è una pianta della famiglia delle Euforbiacee.

## Distribuzione e habitat
L'areale di E. abyssinica si estende in Sudan, Eritrea, Gibuti, Etiopia e Somalia.